# Garrett Wang
Garrett Richard Wang, född 15 december 1968 i Riverside, Kalifornien, är en amerikansk skådespelare. Wang är mest känd för sin roll i TV-serien Star Trek: Voyager där han spelar den unge fänriken Harry Kim.

## Karriär
Wang är mest känd för sin roll som Harry Kim i Star Trek: Voyager, som visades under åren 1995 till 2001. Wang har medverkat i en del TV-produktioner men aldrig haft några större roller. Han har ett flertal gånger uttalat sig att han vill arbeta med projekt utanför skådespeleriet.